# Soueast DX3
Soueast DX3 — субкомпактный кроссовер, разработанный итальянской фирмой Pininfarina и выпускавшийся китайской компанией Soueast Motors.

## Описание

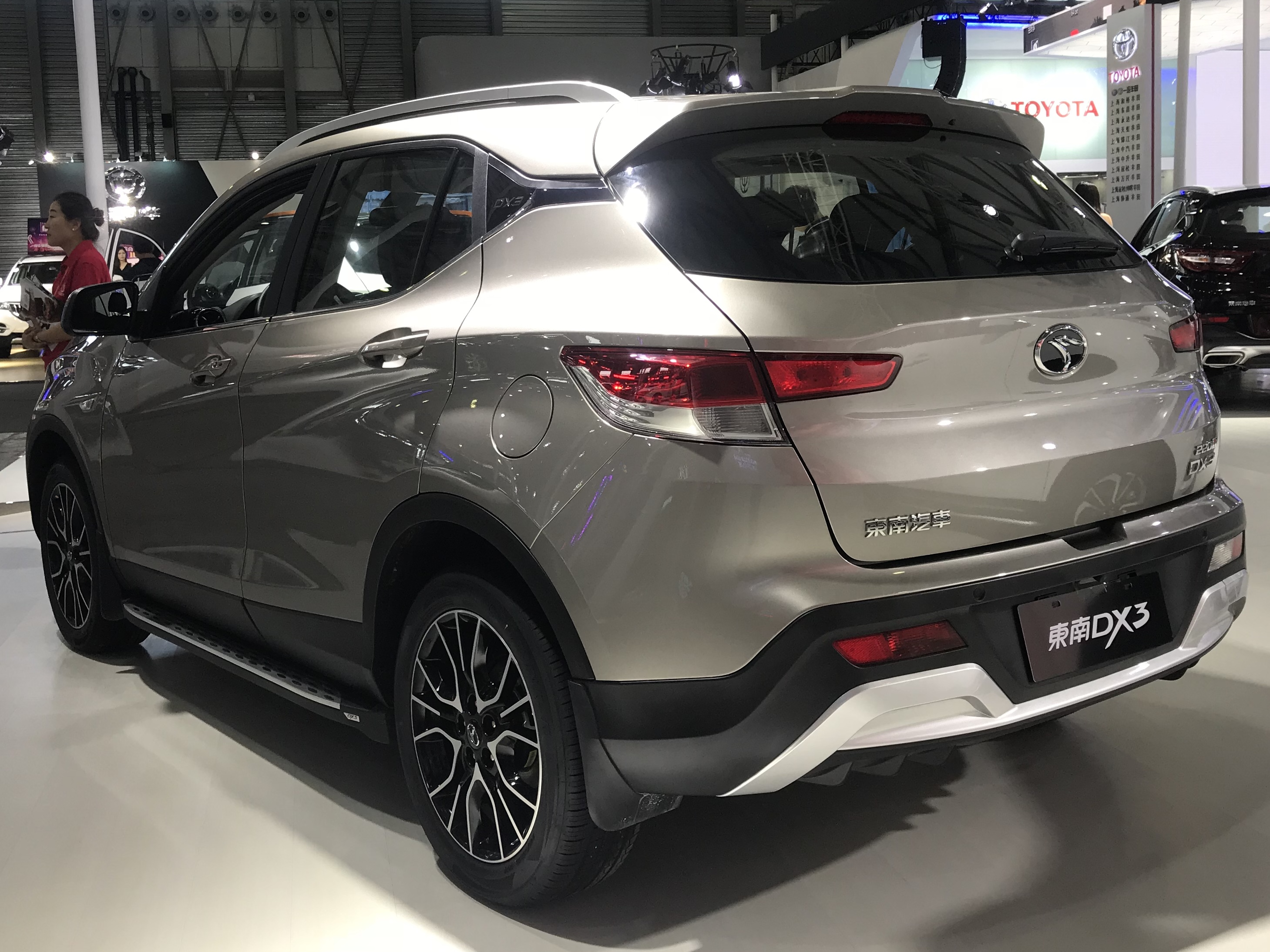
Вид сзади

Soueast DX3 был представлен в 2016 году на Пекинском автосалоне. Серийная версия была представлена на автосалоне в Чэнду. Официально продажи начались в ноябре 2016 года.
Soueast DX3 оснащается 1,5-литровым атмосферным двигателем мощностью 120 л. с. и крутящим моментом 143 Н⋅м или же 1,5-литровым турбодвигателем мощностью 150 л. с. и крутящим моментом 220 Н⋅м. 1,5-литровый атмосферный двигатель сочетается в паре с пятиступенчатой механической трансмиссией, в то время как 1,5-литровый турбодвигатель сочетается с вариатором. Ценовой диапазон варьируется от 72900 до 99900 юаней. Электромобиль под названием DX3 EV400 продаётся на китайском рынке с ноября 2017 года. С учётом субсидий цена на DX3 EV начисляется примерно от 17000 долларов.

## Soueast DX3X
Soueast DX3X, представленный в 2018 году, имеет чёрную маску на передней части и незначительные изменения дизайна.

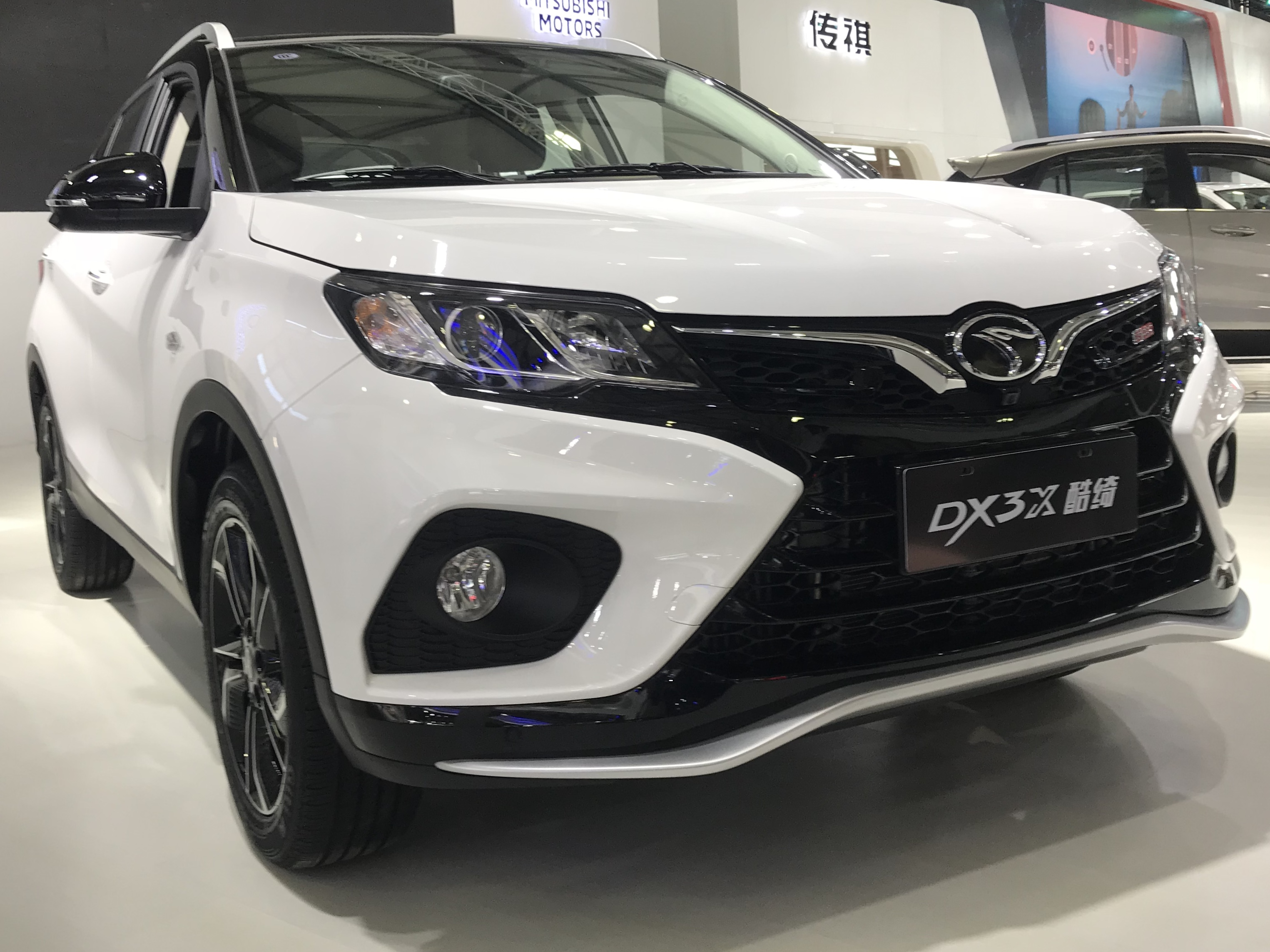
Вид спереди
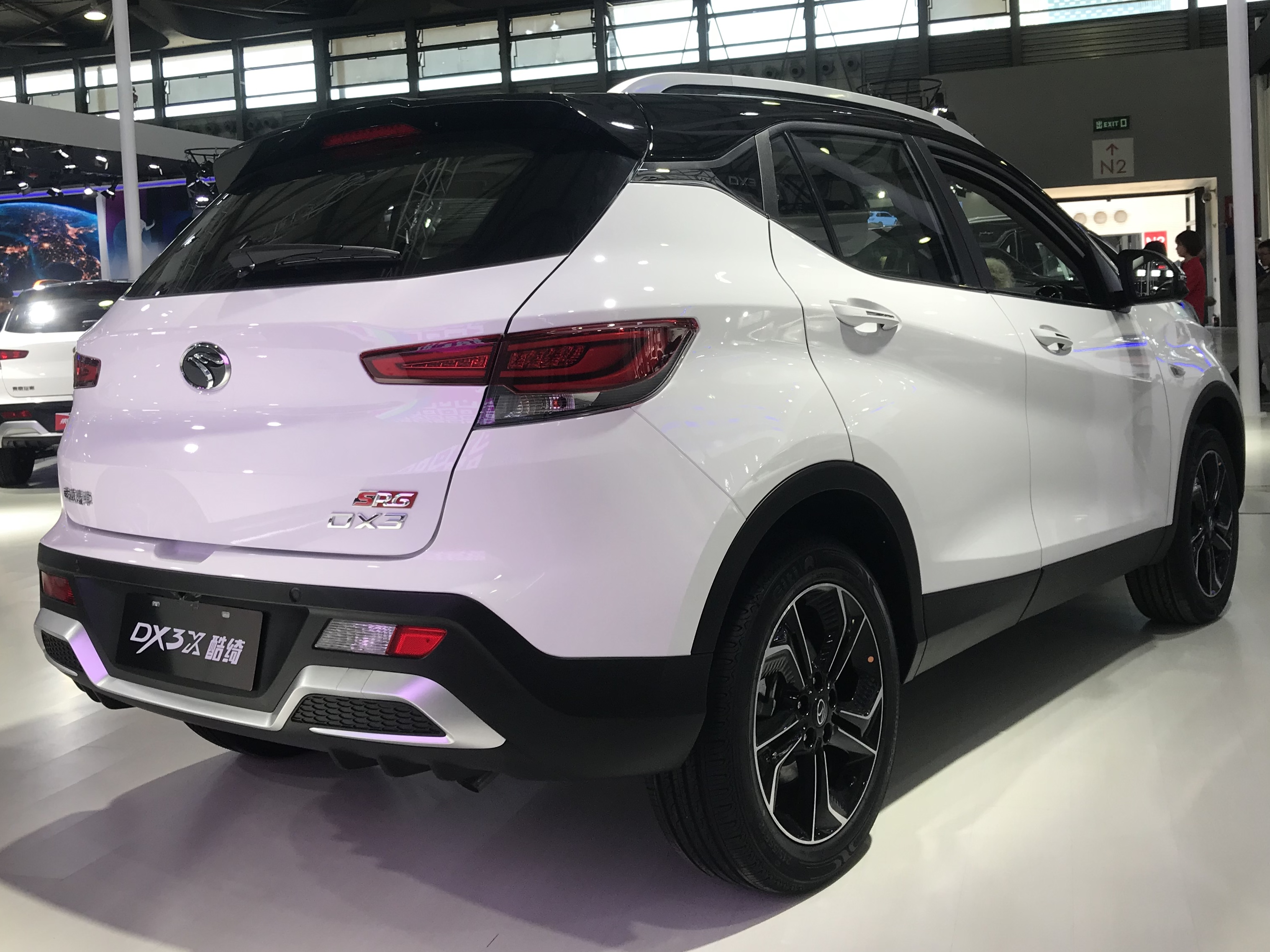
Вид сзади